# Dekanat Bobowa
Dekanat Bobowa (z łac. Decanatus Bobovaensis) – dekanat w diecezji tarnowskiej. Obecnym dziekanem bobowskim jest proboszcz parafii Korzenna ks. mgr Tadeusz Sajdak, a wicedziekanem ks. mgr Kazimierz Soleński (proboszcz parafii Wojnarowa).
Powstanie dekanatu datuje się już na rok 1424 r. Na przestrzeni dziejów zmieniały się granice dekanatu (parafie). W 1607 roku odbywa się wizytacja dekanatu: "Visitatio decanatus Boboviensis externa per Joannem Januszowski, archidiaconum Sandecensem, plebanum Solecensem ex mandato speciali R.D. Petri Tylicki episcopi Cracoviensis, praesentibus Martino Chochorovio, preasbytero et Martino Servatio, Andreoviensi clerico facta". Jak czytamy przeprowadził ją archidiakon sądecki – Jan Januszewski, który z ramienia biskupa krakowskiego Piotra Tylickiego wizytował parafię dekanatu. Wówczas do dekanatu Bobowa należały następujące parafie: Bobowa (stolica dekanatu), Mogilno, Korzenna, Lipnica Wielka, Przydonica, Podole, Paleśnica, Jastrzębia, Zborowice, Bruśnik, Siedliska, Wilczyska, Polna, Szalowa, Wojnarowa (filia), Grybów i Krużlowa. W XVIII w. dekanat (był nadal bardzo wielki obszarowo) obejmował 17 parafii i sięgał aż od Tropia nad Dunajcem do Szalowej i Grybowa. 
Z kolei np. w roku 1928 został powołany nowy dekanat Grybów, który wyłączył znowu kilka parafii z dekanatu bobowskiego, był to: Grybów, Krużlowa, Mogilno, Ptaszkowa i Gródek; do tej zmiany dekanat tworzyło 12 parafii (Bobowa, Bruśnik, Ciężkowice, Gródek, Grybów, Jastrzębia, Korzenna, Krużlowa, Lipnica Wielka, Mogilno, Ptaszkowa i Wilczyska). Po utworzeniu dekanatu grybowskiego – dekanat Bobowa tworzyło 9 parafii: Bobowa, Bruśnik, Ciężkowice, Jastrzębia, Korzenna, Lipnica Wielka, Siedliska, Wilczyska i Zborowice.  
Dnia 26 marca 1992 r. został utworzony nowy dekanat ze stolicą w Ciężkowicach (dekanat Ciężkowice) i do niego odłączono z dekanatu bobowskiego następujące parafie: Bruśnik, Bukowiec, Ciężkowice, Jastrzębia, Zborowice. Była to ostatnia zmiana w dekanacie.
Obecnie dekanat tworzy 9 parafii i 1 rektorat.
W dekanacie bobowskim istniało Bractwo Księży, które posiadało swój skarbiec (przy parafii w Krużlowej), powstałe prawdopodobnie na przełomie XIV i XV w., (na pewno przed 1448 r.). Bractwo nosiło nazwę: San(cti) Spiritus Decanatus Boboviensis Presbiterorum (Kapłani Dekanatu Bobowskiego Św. Ducha) lub Fraternitas Plebanorum circa fluvium Biala consistentium (Bractwo Plebanów znad rzeki Biała). Zezwolenie na działalność wydał prawdopodobnie biskup krakowski Filip Padniewski.

## Parafie (rektorat) wchodzące w skład dekanatu
- Bobowa – Parafia Wszystkich Świętych,
- Jankowa – Parafia Najświętszego Serca Pana Jezusa,
- Jasienna – Parafia Imienia Maryi,
- Korzenna – Parafia Matki Bożej Szkaplerznej,
- Lipnica Wielka – Parafia Nawiedzenia Najświętszej Maryi Panny,
- Siedliska – Parafia św. Apostołów Piotra i Pawła,
- Siedliska – Rektorat św. Mikołaja
- Stróżna – Parafia św. Maksymiliana M. Kolbego,
- Wilczyska – Parafia św. Stanisława Biskupa i Męczennika,
- Wojnarowa – Parafia św. Kingi